# Piraten (Djurs Sommerland)
Piraten est un parcours de montagnes russes en métal du parc Djurs Sommerland, situé sur la péninsule de Djursland, au Danemark. Ce sont les montagnes russes les plus hautes et les plus rapides du Danemark. C'est un modèle mega-lite du constructeur Intamin.

## Description
Le parcours est similaire à des hyper montagnes russes, mais l'attraction a une hauteur de 32 mètres de haut et non 60. Intamin désigne ces montagnes russes par le terme mega-lite, c'est-à-dire une attraction ayant l'aspect d'hyper montagnes russes.
Le parcours a une hauteur de 32 mètres et une longueur de 755 mètres. La première descente est inclinée à 70 degrés et, plus loin, le train passe à travers un tunnel.

## Trains
Piraten a deux trains de quatre wagons. Les passagers sont placés à deux sur deux rangs pour un total de seize passagers par train.

## Classements
En 2008, Piraten s'est classé à la 5e place du classement des meilleures montagnes russes en métal du Mitch Hawker Internet Poll, un sondage sur Internet. Il s'est classé 6e les deux années suivantes. Il a eu la 32e place des Golden Ticket Awards en 2011.